# VISA Inc.
VISA levert producten, systemen en diensten aan banken en andere financiële instellingen die lid zijn.

## Activiteiten
VISA is vooral bekend vanwege de creditcarddiensten die zij verleent. In 2023 verrichtte VISA in totaal 276 miljard betalingen, dit is 757 miljoen transacties per dag, en het is actief in zo'n 200 landen wereldwijd. Het werkt samen of verricht diensten voor 14.500 financiële instellingen wereldwijd. 
De VISA-card is een bundeling van verschillende creditcards die vóór 1977 werden uitgegeven zoals de BankAmericard en de Franse Carte Bleue. VISA geeft ook debetkaarten uit, bijvoorbeeld Visa Check Card (in de VS), de Visa Debit kaart (voorheen Delta Card) en Visa Electron in het Verenigd Koninkrijk en Ierland en V PAY in het Europese vasteland.
Betalingen worden bekrachtigd door middel van het plaatsen van een handtekening of de pincode.
VISA is veruit de grootst partij. In 2022 waren er 4,2 miljard VISA kaarten in omloop, nummer twee was Mastercard met 2,7 miljard kaarten en andere bekende aanbieders als American Express en Diners/Discovery hadden er elk minder dan 135 miljoen.
De bruto-inkomsten van VISA bestaat uit vergoedingen:
- voor gebruikers van diensten van VISA;
- uit hoofde van internationale transacties zoals wisselkoersverschillen;
- voor de verwerking van de financiële transacties en
- voor commerciële activiteiten ten behoeve van gebruikers van de VISA kaarten en licentie-inkomsten.

Na aftrek van vergoedingen aan partners, mede om het gebruik van de betalingen met VISA te stimuleren, resteren de netto-inkomsten die hieronder in de resultatentabel zijn opgenomen.
VISA staat koop op krediet met de kaarten toe, maar loopt zelf geen kredietrisico's.
In 2024 had het bedrijf een balanstotaal van US$ 90 miljard en een eigen vermogen van US$ 39 miljard.
Het bedrijf heeft een gebroken boekjaar dat loopt tot 30 september.
| Jaar | Netto- inkomsten | Netto- resultaat | Werknemers |
| ---- | ---------------- | ---------------- | ---------- |
| 2005 | 2665             |                  |            |
| 2006 | 2948             | 455              |            |
| 2007 | 3590             | −1076            | 5479       |
| 2008 | 6263             | 804              | 5765       |
| 2009 | 6911             | 2353             | 5700       |
| 2010 | 8065             | 2966             | 6800       |
| 2011 | 9188             | 3650             | 7500       |
| 2012 | 10.421           | 2144             | 8500       |
| 2013 | 11.778           | 4980             | 9600       |
| 2014 | 12.702           | 5438             | 9500       |
| 2015 | 13.880           | 6328             | 11.300     |
| 2016 | 15.082           | 5991             | 11.300     |
| 2017 | 18.358           | 6699             | 12.400     |
| 2018 | 20.609           | 10.301           | 15.000     |
| 2019 | 22.977           | 12.080           | 19.500     |
| 2020 | 21.846           | 10.866           | 20.500     |
| 2021 | 24.105           | 12.311           | 21.500     |
| 2022 | 29.310           | 14.957           | 26.500     |
| 2023 | 32.653           | 17.273           | 28.800     |

## Geschiedenis

### Beursgang Amerikaanse activiteiten
Op 11 oktober 2006 maakte VISA bekend dat drie onderdelen, Visa Canada, Visa International en Visa U.S.A., worden samengevoegd tot een onderneming. Dit nieuwe bedrijf Visa Inc. zou op een latere datum naar de beurs gaan. In mei 2006 was nummer twee van de Amerikaanse creditcardbedrijven, Mastercard, zeer succesvol naar de beurs gegaan. VISA had toen een marktaandeel van zo’n 60% gevolgd door Mastercard met een aandeel van 27% in de Verenigde Staten. VISA was voor de beursgang in handen van circa 13.000 Amerikaanse banken. Visa Europe staat volledig buiten deze reorganisatie.
In maart 2008 gingen de aandelen van Visa Inc. naar de beurs van New York. De introductiekoers was US$ 44 en door de hoge vraag lag dit boven de geïndiceerde koersrange van US$ 37-42 per stuk. Iets meer dan de helft van de uitstaande aandelen van Visa Inc. werden op de beurs geplaatst en verkopende aandeelhouders ontvingen zo'n US$ 20 miljard.

### Deels weer bij elkaar
Visa Inc. was in 2015 met gesprekken gestart om Visa Europe over te nemen. De 3000 banken en andere financiële partijen die nu nog eigenaar zijn van Visa Europe hadden hiervoor interesse getoond. Visa Inc zou bereid zijn zo'n US$ 20 miljard te betalen voor de Europese activiteiten. In juni 2016 werd de overname van Visa Europe afgerond en zijn alle VISA-activiteiten weer in een bedrijf ondergebracht.

### Overname Plaid
In januari 2020 maakte het de overname bekend van Plaid. VISA is bereid US$ 5,3 miljard te betalen voor dit innovatieve financiële technologie bedrijf. De software van Plaid koppelt zo'n 11.000 banken en applicaties van derden partijen aan elkaar. Het Amerikaanse ministerie van Justitie heeft zich tegen de overname uitgesproken. VISA heeft een marktaandeel van zo’n 70%, gevolgd door Mastercard met 25%, en de toezichthouder vreest dat VISA na de overname de concurrentie in de betaalmarkt zal belemmeren. De overnameplannen werden op 13 januari 2021 afgeblazen omdat er geen toestemming zou komen van de toezichthouders.